# Pericrocotus lansbergei
Pericrocotus lansbergei là một loài chim trong họ Campephagidae.